# In the Ghetto (Fair Warning)
In the Ghetto è un EP dei Fair Warning.

## Formazione
- Tommy Heart (voce)
- Andy Malecek (chitarra)
- Helge Engelke (chitarra)
- Ule Ritgen (basso)
- C.C.Behrens (batteria)

## Tracce
1. In the Ghetto
2. Take Me Up
3. One Step Closer
4. Children's Eyes
5. Take a Look at the Future
6. Longing for Love